# Prąd upływu
Prąd upływu – niewielki prąd, powstający podczas przyłożenia napięcia do dielektryka (izolatora).
Przepływ prądu upływu w dielektrykach stałych odbywa się dwiema drogami:
- na wskroś dielektryka (płynący przez dielektryk)
- po powierzchni dielektryka (tworząc prąd powierzchni)

Dla prądu przemiennego powyższa upływność to składowa czynna.
Składowa bierna składa się ze:
- składowej pojemnościowej (przewody traktowane jak element kondensatora)
- składowej indukcyjnej (przewody traktowane jak rozwinięta cewka)

Fazowy prąd upływu to suma geometryczna (wektorowa) składowej czynnej i biernej.
Dla (trójfazowych) urządzeń prądu przemiennego, stanowi sumę geometryczną (wektorową) fazowych prądów upływowych.
Dla zapewnienia odpowiedniej czułości zabezpieczeń upływnościowych, składową bierną redukuje się nastawnymi elementami LC (dławik o nastawnej indukcyjności + kondensator o pojemności dopasowanej do parametrów sieci).